# Astronesthes dupliglandis
Astronesthes dupliglandis är en fiskart som beskrevs av Nikolai V. Parin och Borodulina, 1997. Astronesthes dupliglandis ingår i släktet Astronesthes och familjen Stomiidae. Inga underarter finns listade.